# Pilimpikou
Pilimpikou ist sowohl eine (Land-)Gemeinde (französisch commune rurale) als auch ein dasselbe Gebiet umfassendes Departement im westafrikanischen Staat Burkina Faso, in der Region Nord und der Provinz Passoré. Die Gemeinde hat 17.306 Einwohner.